# Calliotropis elephas
Calliotropis elephas là một loài ốc biển, là động vật thân mềm chân bụng sống ở biển thuộc họ Calliotropidae.